# Seconda Lega interregionale
La Seconda Lega interregionale di calcio svizzero è il massimo campionato svizzero di calcio puramente amatoriale, il quinto livello su una scala di 9. Essa è gestita dalla Lega Amatori della Associazione Svizzera di Football.
Fino alla stagione 1999-2000 era chiamata semplicemente Seconda Lega, ma poi è stata divisa in Seconda Lega interregionale e Seconda Lega regionale.

## Storia

### Denominazioni
- 1922-1924: Serie C regionale
- 1924-1927: Prima Divisione
- 1927-1928: Serie D
- 1928-1930: Prima Divisione
- 1930-1931: non disputato
- 1931-1944: Quarta Lega
- 1944-1984: Terza Lega
- 1984-1989: Terza Lega élite
- 1989-2000: Seconda Lega
- dal 2000: Seconda Lega interregionale

## Partecipanti stagione 2023-2024

### Gruppo 1
- Lancy
- Châtel-St-Denis
- Martigny
- Signal Bernex-Confignon
- Stade Payerne
- Amical
- Echichens
- Romontois
- Dardania Losanna
- Collex-Bossy
- Perly-Certoux
- Farvagny/Ogoz
- Veyrier
- La Tour/Le Pâquier
- Urania Ginevra
- Olympique Ginevra
- Plan-les-Ouates

### Gruppo 2
- Muri-Gümligen
- Besa Biel/Bienne
- Prishtina Berna
- Dornach
- Old Boys Basilea
- Binningen
- Ajoie-Monterri
- Erguël
- Ueberstorf
- Pratteln
- Bosporus
- Tavannes Tramelan
- Liestal
- Schöftland
- Concordia Losanna
- Bubendorf

### Gruppo 3
- Locarno
- Collina d'Oro
- Zugo
- Brunnen
- Cham II
- Buochs
- Goldau
- Kickers Lucerna
- Emmen
- Red Star Zurigo
- Sursee
- Gambarogno-Contone
- Unterstrass
- Ascona
- Zofingen
- Perlen

### Gruppo 4
- SV Sciaffusa
- Frauenfeld
- Wil II
- Uster
- Coira
- Bülach
- Adliswil
- Tägerwilen
- Lachen/Altendorf
- Dübendorf
- Thalwil
- Dardania San Gallo
- Rapperswil-Jona II
- Weesen
- Bazenheid